# مارگرت وایت (کری)
مارگرت وایت (انگلیسی: Margaret White؛ با نام خانوادگی پیشینِ بریگام) شخصیت تخیلی است که به‌دست نویسنده آمریکایی استیون کینگ در نخستین رمان ترسناک منتشرشده‌اش، کری (۱۹۷۴) خلق شده است. او هماورد اصلی داستان است.
مارگرت برای دخترش کری مادری بدسرپرست  است که در نهایت کری را فراتر از محدودیت‌هایش می‌کشاند. او یک متعصب مذهبی متوهم و از نظر ذهنی ناپایدار است که معتقد است تقریباً همه چیز از نظر خدا گناه است، به ویژه هنگامی که مربوط به آناتومی زن یا آمیزش جنسی باشد.